# Frýgové

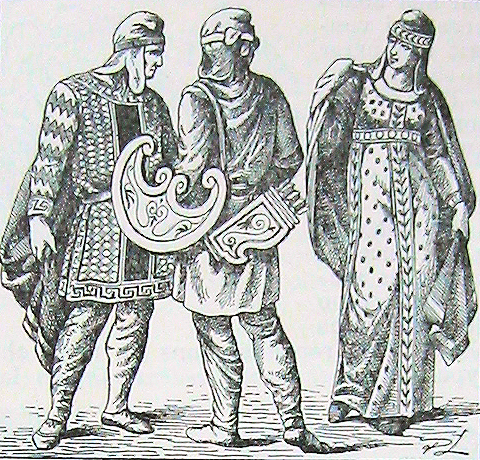
Frýgové

Frýgové či Frygové (řecky Φρύγες Frýges) byli vymřelý indoevropský národ. Ve starověku obývali sever centrální části Malé Asie, která byla po nich nazývána Frýgie. Původně sídlili na jihu Balkánu a k jejich stěhování došlo pravděpodobně pod tlakem Thráků putujících ze severu. Dříve se předpokládalo že Frýgové a Thrákové jsou blízce příbuzní, frýžština však vykazuje však spíše příbuznost s řečtinou.
Starověcí řečtí autoři používali slovo „frygický“ jako zastřešující termín k popisu rozsáhlého etno-kulturního komplexu nacházejícího se převážně v centrálních oblastech Anatolie spíše než jména jediného „kmene“ nebo „lidí“. Jeho etnolingvistická homogenita je diskutabilní. Frygové zpočátku sídlili na jižním Balkáně – podle Herodota – pod jménem Bryges (Brygové), po jejich konečné migraci do Anatolie přes dardanely ho změnili na Frýgové. Mnoho historiků podporuje migraci Frygů z Evropy do Malé Asie c. 1200 př. n. l., ačkoli anatolští archeologové od této myšlenky obecně upustili. Navrhuje se, že k frygické migraci do Malé Asie, o níž se v řeckých pramenech zmiňují krátce po trojské válce, došlo mnohem dříve a v mnoha fázích.
Frygia vyvinula pokročilou kulturu doby bronzové. Nejčasnější tradice řecké hudby jsou zčásti propojeny s frygickou hudbou, přenášenou přes řecké kolonie v Anatolii, zejména přes frygický modus, který byl považován za válečný režim ve starověké řecké hudbě. Frýžan Midas, král „zlatého doteku“, byl podle mýtu vyučován v hudbě samotným Orfeem. Dalším hudebním vynálezem, který přišel z Frýgie, byl aulos, plátkový nástroj se dvěma píšťalami. V klasické řecké ikonografii je Paris, Trójan, reprezentován jako neŘek svou frygickou čapkou, kterou nosil také Mithras a přežila do moderních obrazů jako „čepice svobody“ amerických a francouzských revolucionářů.